# Mark Templeton
Mark Templeton (Edmonton, Alberta, 1976) es un artista electrónico experimental canadiense. Las obras de Templeton son publicadas por el sello discográfico de la ciudad de Nueva York Anticipate Recordings.

## Trayectoria
Templeton utiliza instrumentos acústicos, sonidos encontrados y material muestreado para construir composiciones electrónicas texturizadas similares a un collage. Su estilo ha sido llamado 'glitchy', pero también 'pintoresco', en un intento de describir su deconstrucción y desmoronamiento de las voces tradicionales de los instrumentos.

## Discográfica
- 2005: Fields Awake
- 2005: Frail as Breath
- 2007: Standing on a Hummingbird
- 2009: Acre Loss
- 2009: Inland
- 2009: Sea Point
- 2010: Ballads
- 2011: Scotch Heart
- 2011: Mark Templeton Mort Aux Vaches
- 2013: Jealous Heart